# Middelen van overtuiging
Middelen van overtuiging zijn de verschillende aspecten die een spreker overtuigend maken. De Griekse wijsgeer Aristoteles schreef een befaamd geworden boek over deze middelen, de Ars Rhetorica waarbij hij de middelen opsplitste in Ethos, Pathos en Logos. Andere middelen zijn framing, verteltechnieken en de kunst om het juiste moment te benutten (Kairos). De middelen van overtuiging zijn o.a. van toepassing op de retorica en de reclame. Voor een kritische luisteraar is het van belang om de verschillende middelen te kunnen herkennen.
Overtuigingskracht en middelen van overtuiging zijn niet bedacht door Aristoteles, hoe groot de invloed van zijn Ars Rhetorica ook was en nog steeds is. Zowel voor als na Aristoteles is over de kunst van de welsprekendheid geschreven. Voor Aristoteles wordt er al geschreven en gedoceerd door sofisten Protagoras en Gorgias en natuurlijk ook door Plato. De invloed van Aristoteles' werk is ook te zien in de werken van Cicero en Quintillianus, auteurs van respectievelijk De Oratore en Institutio Oratoria.

## Middelen van overtuigingskracht volgens Aristoteles

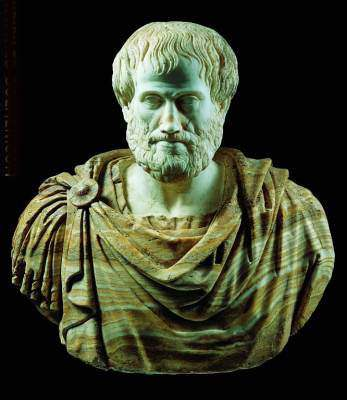
Buste van Aristoteles, auteur van Ars Rhetorica (Kunst van Retorica).

Aristoteles heeft enorme invloed gehad op de retorica, oftewel de kunst van de welsprekendheid. Hij onderscheidt twee soorten middelen van overtuiging:
- Extrinsieke middelen zijn middelen die vastliggen; de spreker hoeft ze niet zelf te verzinnen. Voorbeelden zijn: getuigenverklaringen en wetenschappelijke conclusies.
- Intrinsieke middelen moet de spreker zelf vormgeven. Hier kan hij gebruikmaken van ethos, pathos en logos. We noemen deze drie elementen ook wel de technische middelen van overtuiging.

In de Ars Rhetorica beschrijft Aristoteles de middelen van overtuiging aldus: "De overtuiging is duidelijk een soort van demonstratie, aangezien wij het meest helemaal overtuigd worden wanneer wij iets beschouwen dat gedemonstreerd wordt. Er zijn drie verschillende middelen van overtuiging door middel van het gesproken woord. [...] Overtuiging verkregen door de persoonlijkheid van de spreker, wanneer het gesprokene zo opgevoerd wordt dat het hem geloofwaardig maakt (Ethos). [...] Ten tweede, kan overtuiging komen doordat de toeschouwer / toehoorder aangesproken wordt in zijn / haar emoties (Pathos). [...] Ten derde, kan overtuiging verkregen worden door het gesprokene zelf, wanneer het geheel op waarheid is gebaseerd of er overtuigende argumenten worden gebruikt (Logos)."
Veel pogingen tot overtuiging gaan mis doordat de spreker de nadruk legt op het verkeerde middel, bijvoorbeeld door heel erg in te zetten op een logisch verhaal terwijl het betreffende publiek beter geraakt kan worden door een emotioneel betoog of juist gevoeliger is voor wie de boodschap uitdraagt. Men dient het publiek en de situatie dus goed in te schatten. De gevoeligheid voor een van bovenstaande middelen is deels cultureel bepaald.
Een korte beschrijving van de drie middelen van overtuiging, volgens Aristoteles:

### Ethos
Ethos is het beroep dat de spreker doet op zijn eigen autoriteit en karakter om het publiek ervan te overtuigen dat hij of zij een gekwalificeerd spreker is. Volgens Aristoteles moeten overtuigende sprekers in hun betoog drie eigenschappen naar voren laten komen:
1. Mogen de toehoorders de spreker wel? Hierbij gaat het om charme en charisma.
2. Is de spreker wel competent en deskundig? Heeft deze er wel voor doorgeleerd en beschikt deze over voldoende intelligentie (phronêsis)?
3. Is de spreker wel betrouwbaar en van goede wil? Hier speelt de integriteit.

Opvallend is dat Aristoteles stelt dat de spreker deze eigenschappen vooral in zijn betoog naar voren moet laten komen. Dit impliceert dat sprekers vooral moeten tonen dat zij het juiste karakter bezitten in hun betoog. Hoewel sommige sprekers overtuigender overkomen omdat ze bijvoorbeeld een notabel persoon in hun vakgebied zijn, zoals een universiteitsprofessor of een directeur van een bedrijf dat zich specialiseert in het onderwerp, kan men het ethos ook vergroten door:
1. Een indrukwekkend redeneervermogen te tonen, zodat het publiek inziet dat de spreker ter zake kundig is.
2. Zelf te benadrukken bij het onderwerp betrokken te zijn. Denk aan de woordvoerders van een belangenvereniging.
3. Benadrukken zelf juist geen persoonlijk belang te hebben bij de uitkomst van de discussie en daardoor objectief te zijn.
4. De schijn van moeiteloosheid hoog te houden. Niet te laten merken dat het spreken moeilijk is of dat de voorbereiding zwaar is geweest (Sprezzatura).[4]

Ethos kan men verder cultiveren door de juiste kleding te dragen (wat wil je uitstralen?), de mimiek te verbeteren, de juiste woordkeus en oogcontact te maken met het publiek. Het cultiveren mag nooit zover doorschieten dat deze kunstmatig wordt want dan verliest het direct z'n waarde. Iemand kan een sterk ethos opbouwen maar dit ook weer verliezen. Zo ook door het ethos voor een verkeerd doel in te zetten of door de mand te vallen.

### Pathos
Pathos draait om het gebruiken en bespelen van de emoties van het publiek van de spreker. Een belangrijk element in de overtuigingskracht, want "het succes van de pogingen tot overtuigen hangt af van de emotionele staat van het publiek; we oordelen immers niet hetzelfde wanneer we rouwen en vreugde ervaren of wanneer we vriendelijk of vijandig zijn." In de Retorica draait dit aspect om het verbinden van het betoog met de emotie die leeft in het publiek. Hierbij is het belangrijk om het publiek goed te kennen. Wat is hun belevingswereld, wat zijn taboes, wat zit hen dwars en waar zijn ze trots op? Volgens Aristoteles diende ook het gebruik van pathos binnen de inhoud van het betoog te gebeuren.
De inhoud van het betoog onderscheiden we dan ook van het toepassen van stijlfiguren, oftewel de keuzes die een spreker maakt in het presenteren van zijn of haar argumentatie. Dit zien we tegenwoordig ook als onderdeel van pathos. Veelgebruikte retorische stijlfiguren zijn de volgende.
- De metafoor of analogie, waarbij de spreker een impliciete vergelijking maakt om iets duidelijk te maken.
- De enumeratie, een stijlfiguur waarbij een opsomming wordt gebruikt om iets te benadrukken. Deze stijlfiguur is onder andere bekend in de volgende vormen: drieslag, anafoor en alliteratie.
- De climax en de anticlimax, waarbij respectievelijk een enumeratie in kracht toe- of afneemt.
- Het chiasme, een herhaling met een omkering, zoals "dames en heren / jongens en meisjes."
- De retorische vraag, een vraag die de spreker zijn of haar publiek stelt, zonder daar een antwoord op te verwachten.

Spelen op de emotie kan ter goeder en kwader trouw worden toegepast. Emoties zijn maar al te vaak irrationeel en onvoorspelbaar. Met de juiste emoties kan een publiek geïnspireerd worden tot vrede en tot oorlog.

### Logos
Logos beroept zich op een logische redenering, het vermogen van de menselijke rede en de kennis die de mensen van de wereld en elkaar bezitten. Het woord logica is van logos afgeleid. Logos refereert aan het argument an sich als onderdeel van het betoog van de spreker. Logos speelt een grote rol als men iets wil bewijzen. Aristoteles maakt in zijn werk onderscheid tussen twee soorten argumentatie. Enerzijds inductieve en anderzijds deductieve argumentatie.
- Inductieve argumentatie paradeigma wil zeggen dat vanuit een individueel voorbeeld naar een algemene these wordt gewerkt.
- Deductieve argumentatie syllogisme werkt andersom, dat wil zeggen vanuit een algemene these. In de Ars Rhetorica is een enthymeem een retorisch syllogisme.

## Framing
Framing is een belangrijk middel om met de juiste woordkeuze, soms met slechts één woord, de zienswijze op een onderwerp te veranderen. Het is een manipulatief middel. Framing kan zowel direct, waarbij het frame voor de meesten wel duidelijk is maar toch wordt onderschreven, als subtiel waarbij de toehoorder het niet door heeft gemanipuleerd te worden. Vooral als het frame onbewust wordt toegepast is het zeer krachtig en speelt het vaak op de emotie. Een enkel woord, een metafoor of de juiste woordkeus kan de manier waarop men naar een onderwerp kijkt sterk beïnvloeden. Een goed frame kan jarenlang blijven hangen. Slaat een frame eenmaal aan dan is het moeilijk te weerleggen. Het ontkennen van een frame maakt namelijk dat het juist versterkt wordt. Om het te bestrijden moet het frame ofwel ontmaskerd ofwel gereframed worden.
Een voorbeeld van directe framing is het woord Villasubsidie waarmee de Nederlandse SP tijdens de verkiezingen van 2010 de hypotheekrenteaftrek in een frame als kadootje voor de rijken plaatste. Een meer subtiel voorbeeld is het woord tax relief waarmee de Republikeinen tijdens de Amerikaanse presidentsverkiezingen van 2004 de Democraten impliciet beschuldigden van het creëren van een verstikkend belastingklimaat.
Reframing is een techniek om het onderwerp in een andere context te plaatsen of te neutraliseren, vaak met weer een nieuw frame. Wanneer iemand er bijvoorbeeld van beschuldigd wordt langzaam te werken kan deze in het gesprek benoemen nauwkeurig te werken. Bij overduidelijke frames is het beter om het frame te ontmaskeren door het te benoemen.

## Verteltechniek
Een belangrijk onderdeel van overtuigen is het verhaal waarin het gegoten wordt. Dit voelt wellicht tegenstrijdig omdat men vaak denkt dat de logica het eerder wint en dat als de deductie (redenatie) maar goed is de juiste conclusie zal worden getrokken. Dit is zelden het geval want maar al te vaak blijken verhalen die het publiek in vervoering brengen aan te slaan, terwijl de logica erachter minder sterk of onvolledig is. Zo kan men een onvolledige redenering verpakken in een enthymeem (een onvolledig syllogisme) waarbij de spreker een (aantal) onvolledige redenering(en) loslaat op het publiek waarbij het publiek deze onbewust aanvult. Wanneer dit in een pakkend (emotioneel) verhaal wordt verwerkt dat aansluit op de belevingswereld is dit zeer sterk.
Ook de opbouw van het betoog is belangrijk. Zo blijft een standpunt of redenatie beter hangen wanneer de kern een paar maal herhaald wordt en aan het eind samengevat wordt. Te veel informatie of te veel argumenten in het betoog kan juist verwarrend werken.